# Trixoscelis psammophila
Trixoscelis psammophila är en tvåvingeart som beskrevs av Walter Leopold Victor Hackman 1970. Trixoscelis psammophila ingår i släktet Trixoscelis och familjen myllflugor. Inga underarter finns listade i Catalogue of Life.